# Aulonocranus
Aulonocranus is een monotypisch geslacht van straalvinnige vissen uit de familie van de cichliden (Cichlidae).

## Soort
- Aulonocranus dewindti (Boulenger, 1899)